# Neukirchen am Walde
Pour les articles homonymes, voir Neukirchen.
Neukirchen am Walde est une commune autrichienne du district de Grieskirchen en Haute-Autriche.